# Турмаші
Турма́ші (рум. Turmași) — село у повіті Клуж в Румунії. Входить до складу комуни Мочу.
Село розташоване на відстані 308 км на північний захід від Бухареста, 31 км на схід від Клуж-Напоки.

## Населення
За даними перепису населення 2002 року у селі проживала 51 особа.
Національний склад населення села:
| Національність | Кількість осіб | Відсоток |
| -------------- | -------------- | -------- |
| румуни         | 33             | 64,7%    |
| угорці         | 16             | 31,4%    |

Рідною мовою назвали:
| Мова      | Кількість осіб | Відсоток |
| --------- | -------------- | -------- |
| румунська | 38             | 74,5%    |
| угорська  | 13             | 25,5%    |